# La Victoire de Wellington

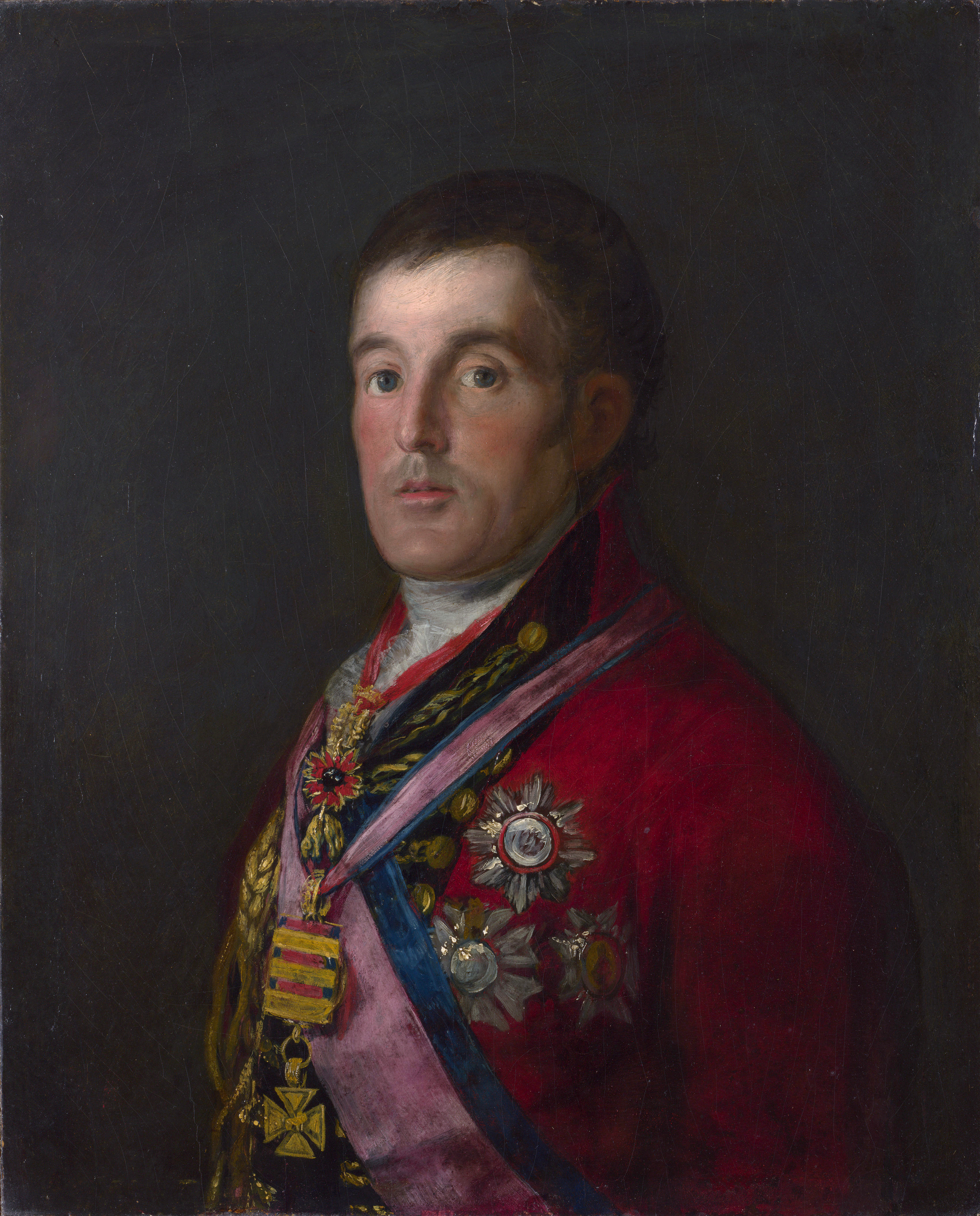
Le duc de Wellington, victorieux des troupes napoléoniennes à Vitoria en 1813

Wellingtons Sieg, op. 91 (La Victoire de Wellington) est une œuvre orchestrale de Ludwig van Beethoven composée en 1813 pour célébrer la victoire du duc de Wellington sur les armées napoléoniennes à Vitoria-Gasteiz en Espagne, le 21 juin 1813.

## Histoire de l'œuvre
Dans un empire d'Autriche en plein sursaut patriotique devant l'effondrement de l'Empire français, l'ingénieur Johann Nepomuk Mälzel, inventeur du métronome et inspirateur du second mouvement de la Huitième symphonie, commanda à Beethoven une œuvre symphonique pour inaugurer un nouvel instrument de son invention, le panharmonicon. La récente bataille de Vitoria fournit à Beethoven un thème tout désigné.
Achevée en octobre 1813,, La Victoire de Wellington fut créée lors du concert du 8 décembre de la même année qui vit aussi la création de la Septième symphonie. Salieri, Hummel, Meyerbeer et Spohr jouaient dans l'orchestre,. Selon Maynard Solomon, biographe de Beethoven, ces amis considéraient l’œuvre comme "une énorme plaisanterie musicale" et y participaient par amitié, comme à une "fredaine professionnelle". Eu égard au sursaut patriotique qui secouait l'Autriche à cette époque, le succès colossal de ce concert semble avoir été plus largement dû à la Victoire de Wellington qu'à la symphonie.
L’œuvre fut publiée chez Steiner à Vienne en 1816.

## Postérité
Avec l’Ouverture 1812 de Piotr Ilitch Tchaïkovski, La Bataille des Huns de Franz Liszt (mais non l'ouverture de Cavalerie légère de Franz von Suppé), La Victoire de Wellington fait partie des œuvres célébrant une grande bataille militaire.

## Exécution
La durée d'exécution de l'œuvre est de 15 minutes environ. Beethoven y a introduit trois thèmes populaires : Marlbrough s'en va-t-en guerre pour symboliser la France ; Rule Britannia et God save the King pour symboliser l'Angleterre. 193 coups de canon peuvent être entendus dans cette page symphonique pittoresque.

## Analyse
La victoire de Wellington est composée pour grand orchestre : cordes (Violons I et II, altos, violoncelles et contrebasses), bois (1 piccolo, 2 flûtes,  2 hautbois, 2 clarinettes, 2 bassons, 1 contrebasson), cuivres (4 cors, 6 trompettes, 3 trombones) complétés par les percussions (timbales, tambours, cymbales, grosse caisse, avec  fusils et  canons). L'effectif orchestral est donc imposant et dépassait  les normes de l'époque. Cela s'explique par l'effet spectaculaire souhaité.
Précisons que c'est la première œuvre dans l'histoire de la musique à nécessiter un effectif aussi important, anticipant ainsi les nouveaux orchestres symphoniques de l'époque romantique.
Une des premières œuvres symphoniques à programme avec la symphonie pastorale, qui peut être considérée plus comme une suite de tableaux descriptifs, La victoire de Wellington décrit la bataille entre les forces françaises et anglaises, et ouvre ainsi la voie à ce genre musical propre au Romantisme. L'idée originale pour l’époque est la reprise du thème de la France Marlbrough s’en va-t-en guerre à la fin de la bataille, en mineur et déformé, de façon à suggérer la déroute française.
C’est aussi la première fois que des fusils et des canons sont utilisés dans l’orchestre (idée reprise par Tchaïkovski dans l'Ouverture 1812). Beethoven précise aussi  à chaque coup de canon tiré si celui-ci provient des troupes de l’Empereur ou du Duc, comme pour les fusillades. De même Beethoven utilise le même procédé avec les tambours (différenciation de l'ostinato rythmique) et les trompettes (différenciation de la tonalité).

### Première partie: La bataille

#### Introduction
Les Anglais : [page 1 de la partition] 

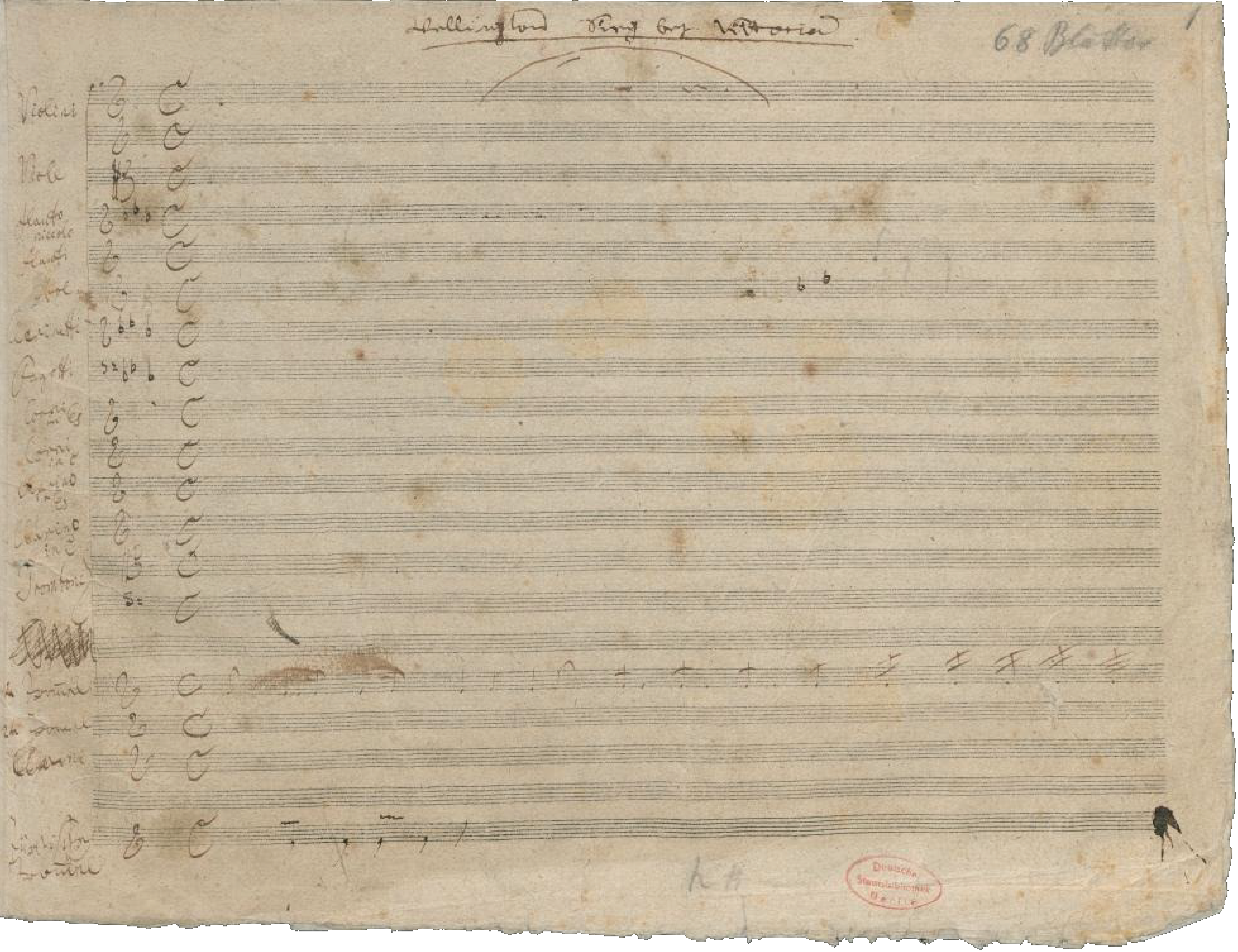
Manuscrit - première page

Beethoven commence par présenter les forces en présence : les Anglais, dont les troupes seront victorieuses, et les Français. Ce sont donc les tambours anglais qui ouvrent la symphonie : pendant environ 30 secondes, les tambours frappent un ostinato à 2/4 de huit mesures qui démarrant pp, enfle en crescendo jusqu’au fortissimo. Les trompettes anglaises (en mi-bémol) interprètent une courte fanfare(4/4) sur la note mi-bémol.
Puis l’orchestre joue piano la marche Rule Britannia (2/4, mi-bémol majeur) qui symbolise l’Angleterre. La marche va crescendo jusqu'au forte.
Les Français : [page 3]
La présentation des Français est similaire : un ostinato à 6/8 de huit mesures en crescendo puis fanfare (4/4) des trompettes françaises (en ut) sur la note do . Puis l'orchestre joue la marche Marlbrough s'en va-t-en guerre (6/8, ut majeur) qui symbolise la France. La marche va aussi crescendo jusqu'au forte.
Appel : [page 9]
aux trompettes, les Français lancent leur sommation aux Anglais.
Contre-Appel : [page 9]  
Les Anglais répondent à la fanfare des Français.  
Aucun des deux camps n’ayant accepté de se rendre : La bataille commence.

#### La bataille: Allegro – Meno allegro
Allegro (4/4) [page 9] :  La bataille s’engage (en Si majeur) : bois, cuivres et contrebasses répètent un ostinato iambique énergique (noire, blanche pointée liée à une ronde) qui domine l’ensemble, trémolos des seconds violons et des altos et gammes descendantes aux premiers violons. Mais ce sont surtout les canons et l’artillerie que l’on entend dans cette page : Anglais et Français se rendant coup pour coup, canons et fusils sont tirés des deux côtés de la scène, produisant un aggrégat sonore. L’orchestre entre dans un passage modulant : mi-bémol majeur [page 11], sol mineur [page 14], mi mineur [page 16], ce qui produit une instabilité tonale seyant tout à fait à cette bataille.
Meno Allegro (3/8)  [page 17] : La mêlée furieuse se poursuit lorsque l’orchestre module en ut majeur avec l'utilisation de notes de passage. Les trompettes françaises et anglaises lancent des appels désespérés (croche - deux doubles croches - croche). Les cordes reprennent le rythme des fanfares, avec les vifs accords des bois et des canons. Les fusillades sont de plus en plus nombreuses et stridentes.

#### La charge: Allegro assai – Presto
Allegro assai (2/2)  [page 28] : Une marche harmonique symbolise la montée des Anglais contre les positions françaises. Sur des blanches régulières aux contrebasses et un ostinato aux tambours, le thème est présenté en La bémol majeur aux cordes et aux bois, modulant par demi-ton ascendant et produisant un effet : La bémol majeur [page 28], La majeur [page 30]  , Si-bémol majeur [page 31] , Si Majeur [page 32]   et Mi bémol majeur [page 33] . Le thème augmente en intensité, les canons ne cessant de résonner. Le tempo s’accélère (Sempre più allegro)…
Presto (2/2) [page 34] ;  Avec une instabilité harmonique en mode majeur (Mi bémol, La bémol, Ré), le Presto représente le climax de la bataille. Les canons anglais commencent à couvrir les canons français qui ont de plus en plus de mal à se faire entendre, d’autant que fusillades et les trompettes sont toutes du côté anglais.  Avec un triple forte fff (indication rare chez Beethoven), les cordes alternent motifs héroïques et traits descendants aux cordes, sous les accords pesants de bois et de cuivres. Au milieu du presto, les canons français se taisent définitivement alors que les canons anglais redoublent d'intensité. Une modulation en si mineur apporte un caractère désespéré à la déroute française. 
Le tumulte, mais non les canons anglais, s’apaise peu à peu avec les traits descendants aux cordes, sempre più p [page 47] jusqu’au pianissimo pp [page 48], rappelant la fin tragique de l’ouverture de Coriolan.
Andante (6/8, fa-dièse mineur) [page 49]  : La reprise lente et en mineur de Marlbrough s'en va-t-en guerre traduit la débâcle de l'armée française que les canons anglais réduisent peu à peu au silence. L’orgueil et le panache des français ont disparu.

### Deuxième partie: La symphonie de victoire

#### Intrada: Allegro ma non troppo
4/4, Ré majeur  : Après un long silence, trompettes et cordes montent vers l’aigu sur un  roulement de timbales.    

#### Les réjouissances: Allegro con brio
2/2, Ré majeur     : Dans la lumineuse tonalité de Ré majeur, l’orchestre, dans un fortissimo général, exalte la victoire des anglais : Beethoven expose une suite de courts motifs « glorieux »  Le retour du rythme pointé termine cet épisode et s’acheve par un unisson de ré  aux cors et trompettes , en diminuant.

#### God save the King: Andante grazioso – Tempo I – Tempo di menuetto moderato
Andante grazioso (3/4, Si-bémol majeur)   :  L’hymne anglais « God save the King » s’élève doucement aux clarinettes et bassons, sous les pizzicati des cordes. Cet intermède rappelle le patriotisme de l’armée anglaise.
Tempo I (2/2, Ré majeur)   : L’orchestre entonne de nouveau l’Allegro con brio initial .
Tempo di menuetto moderato (3/4, Ré majeur)   : reprise de l’hymne anglais mais interrompu à six reprises le tutti orchestral.

### Finale fugué: Allegro
3/8, Ré majeur  : Fugue finale avec exposition du  sujet aux premiers, seconds violons, deux violoncelles, et altos. Le contresujet, en doubles croches, donne un effet de mouvement perpétuel. Violons et altos reprennent la présentation du  sujet  dans la strette, deux fois plus rapide, soutenus par une longue tenue des bois, des cors et des  timbales. Le crescendo aboutit à une troisième affirmation victorieuse en accords scandés et fanfares de trompettes vers la triomphale cadence parfaite finale.

## Anecdote
La Victoire de Wellington fait partie de ses œuvres « à effet » dont le spectaculaire est la raison d’être (comme l’ouverture 1812). La brillance orchestrale est telle qu’une maîtrise absolue de la partition et de l’acoustique de la salle est indispensable. Le jeune Richard Wagner, alors chef d’orchestre au Théâtre de Magdebourg, l’apprit à ses dépens comme l’atteste le croustillant passage suivant tiré de ses Mémoires (nous sommes en 1835) :
« Pourtant, le grand événement de cette saison dramatique eut lieu plus tard. J’avais obtenu de Mme Schröder-Devrient (célèbre cantatrice allemande qui créa les rôles d’Adriano (Rienzi), Senta (Der fliegende Holländer) et Vénus (Tannhäuser) NDLR) […] qu’elle vînt également chez nous donner quelques représentations […]. Prise d’amitié pour moi, elle m’offrit spontanément son concours pour un concert que j’avais l’intention d’organiser à mon profit […]. Le résultat financier de ce concert revêtait une importance toute particulière car les gages, déjà maigres, que j’aurais dû recevoir de la direction étaient devenus parfaitement illusoires […]. En fin de compte, j’avais une importante quantité de dettes […]. Je pouvais légitimement compter sur une très grosse recette à l’occasion d’une soirée à laquelle participerait une aussi grande artiste […]. Malheureusement, personne ne voulut croire qu’une femme célèbre dont le temps était un capital précieux, reviendrait de si loin (Leipzig ! NDLR) pour les beaux yeux d’un petit chef d’orchestre de Magdebourg et [ainsi] la salle ne s’emplit que très médiocrement. […] 
Mais une autre disgrâce inattendue vint frapper mon concert : les morceaux d’orchestre firent un vacarme assourdissant dans une petite salle dont la résonance était excessive. Déjà, avec mes six trompettes, mon ouverture de Christophe Colomb avait épouvanté tous les auditeurs ; or, pour finir, j’avais prévu la Bataille de Victoria de Beethoven, pourvue d’un luxe orchestral sans pareil, puisque, dans mon enthousiasme, je m’attendais à rentrer largement dans mes frais. Grâce à un matériel dispendieux spécialement disposé, le jeu des canons et des fusils était organisé de la manière la plus parfaite, aussi bien du côté anglais que du côté français ; les tambours étaient doublés et les clairons triplés. C’est alors que commença une bataille comme il ne s’en rencontre guère de plus cruelle dans un concert, car l’orchestre se lança avec des forces d’une supériorité si décisive à l’assaut du maigre auditoire que celui-ci finit par abandonner toute résistance. Mme Schröder-Devrient elle-même, qui m’avait fait l’amitié de rester dans son fauteuil des premiers rangs pour assister jusqu’au bout de la séance, n’eut pas la force de résister et lorsque finalement elle prit la fuite au moment d’un nouvel assaut désespéré des Anglais contre les positions françaises, ce fut le signal d’une véritable panique. Tout le monde se rua vers la sortie et la victoire de Wellington se termina entre l’orchestre et moi. Ainsi s’acheva ce festival mémorable et je m’en fus chercher une consolation auprès de mon amante affligée (Minna Planer, qu’il épousera l’année suivante NDLR). 
Le lendemain matin, je regagnai ma chambre d’hôtel, mais pour y accéder il me fallut traverser une double haie de créanciers […]. Je fis alors entrer Mme Gottschalk, une Juive qui me faisait confiance ; grâce à mes relations avec quelques personnes fortunées de Leipzig, elle se chargea d’apporter aux autres créanciers (le premier étant un trompettiste représentant l’orchestre réclamant son salaire ! NDLR) les assurances apaisantes grâce auxquelles fut rendu de nouveau praticable le couloir qui menait à ma chambre, non sans de regrettables récriminations. »
Richard Wagner, Mein Leben, p. 78-80, trad. M. Hulot, Éditions Buchet/Chastel

## Repères discographiques
- Antal Dorati,  Orchestre symphonique de Londres, 1960 (Mercury)[5]
- Herbert von Karajan, Orchestre philharmonique de Berlin, 1969 (Deutsche Grammophon)
- Eugene Ormandy, The Philadelphia Orchestra, 1970 (RCA)
- Neville Marriner, Académie de St. Martin in the Fields, 1990 (Philips)